# Belastningsskada
En belastningsskada, också kallade förslitningsskada, är en ansträngningsutlösta skada på det muskuloskeletala systemet, som vanligen yttrar sig i smärta och svårigheter att röra kroppsdelen som drabbats. De forskningsområden som berör belastningsskador är ergonomi, idrottsmedicin samt arbets- och miljömedicin. 
Till belastningsskador hör fysisk överansträngning efter upprepade rörelser eller arbetsställningar, vilket kan ge degeneration och inflammation i muskler, skelett, ligament, senor, bursa, brosk, annan bindväv, nerver, lokala blodkärl, med mera. Sådana tillstånd förekommer som arbetsskada, inom idrott, och efter andra aktiviteter som innebär tunga lyft och liknande påfrestningar. Den vetenskapliga disciplin som syftar till att minska belastningsskador kallas ergonomi.
Sannolikt uppkommer belastningsskador för att en kroppsdel inte hinner läka och återuppbyggas på grund av upprepad påfrestning. Därigenom uteblir den anpassning som skulle ha skett om kroppsdelen fått återhämta sig. Skadan uppkommer med andra ord antingen för att någon tagit i för mycket, eller för att personen har dålig teknik, kroppshållning eller rörelse.
Belastningsskador inom idrott är förhållandevis vanligt när träningen är monoton och intensiv. Alltför intensiv träning och överbelastning på i synnerhet ryggen innan kroppen slutat växa, kan ge diskförändringar som ligger som latenta förutsättningar för senare ryggproblem. Fysisk aktivitet och sport är bra för växande ungdomar, men styrketräning och monotona rörelser innan kroppen vuxit klart kan försämra hälsan. Andra riskfaktorer är fetma och övervikt, och att vara otränad. Psykosociala faktorer och stress är bidragande, eftersom tillstånden kan göra så att man spänner sig. Aktiviteter som bidrar till förslitningar är sådana som utförs i kall temperatur, vibration, upprepade rörelser, statiska kroppspositioner, häftiga styrkeprov, lokal mekanisk stress, och att kroppshållningen under aktiviteten utgör en ständig belastning.
Belastningsskador kan bero på att blodflödet till det drabbade området minskat. Därmed minskar omsättningen av syre och andra blodburna substanser till den muskel som ska användas. Upprepad belastning kan ge mikrotrauma, vilket om det inte får läka kan leda till degeneration och inflammation i vävnaden. Inflammation förekommer i en del fall, men inte alla. Bidragande patofysiologiska förklaringar finns både på genetisk och epigenetisk nivå. Förslitningen kan också förklaras med ämnesomsättningen till den drabbade kroppsdelen, som bland annat förändras med minskat blodflöde. Detta kan exempelvis handla om förändrad kollagenaktivitet i leder. Minskat blodflöde och förändrad ämnesomsättning är normalt vid stigande ålder, men även överbelastning kan leda till att sådan degeneration inträffar.
Belastningsskador brukar klassificeras efter vilken diagnos det är fråga om, exempelvis stressfraktur, artros, hand–arm-vibrationssyndrom, diskbråck, tendinopati, bursit, entesopati, epikondylit ("tennisarmbåge"), med mera. Gemensamt för dessa är att de orsakar vanligen lokal smärta och att rörelseförmågan inskränks. Förr var det vanligt att felaktigt definiera många sådana skador som inflammationer, så exempelvis med tendiniter, men ny förståelse för smärtbildande mekanismer har lett till allmänna rekommendationer att inte utgå från att det föreligger inflammation om det inte kunnat fastställas.